# Bastiaan Belder

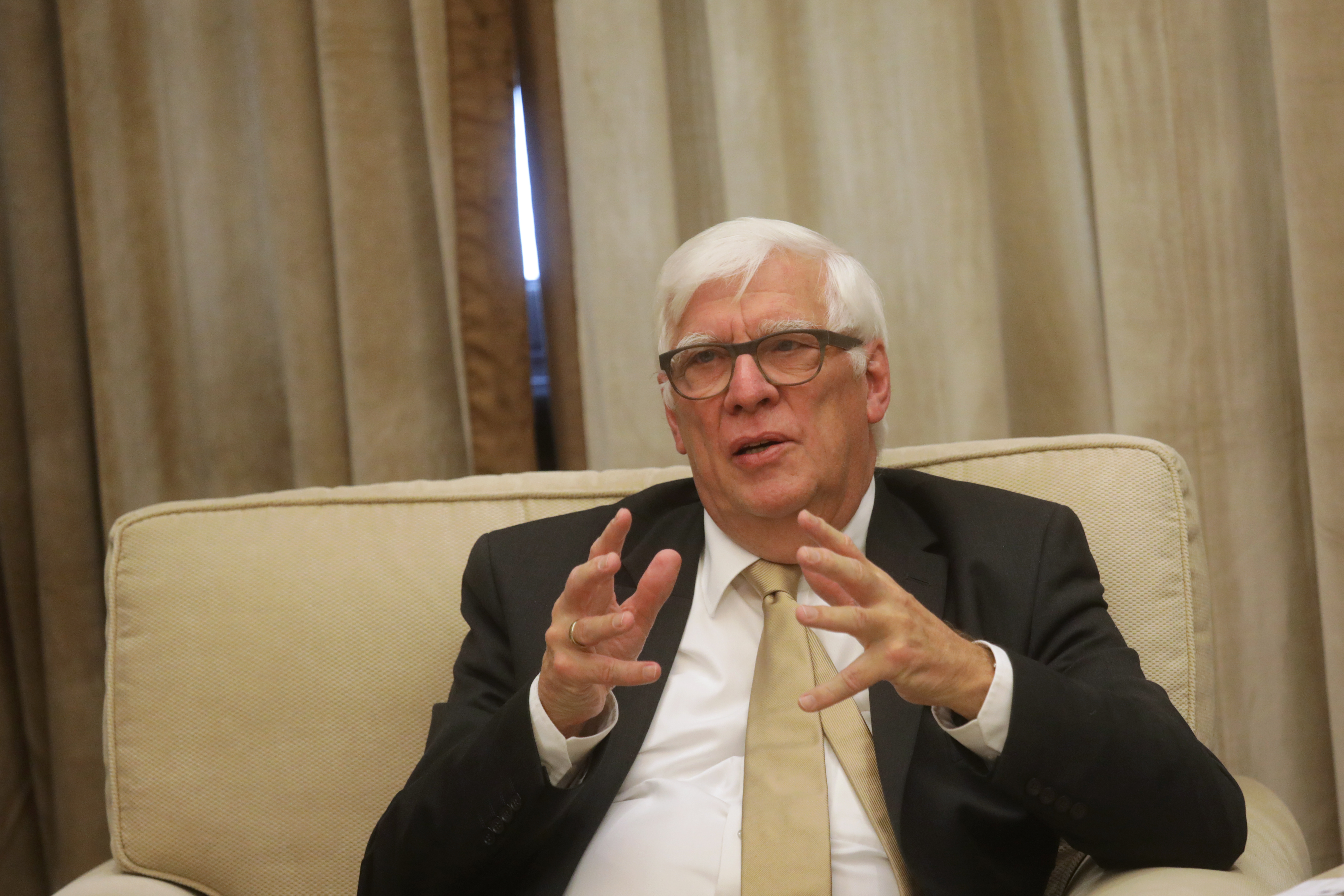
Bastiaan Belder

Bastiaan „Bas“ Belder (* 25. Oktober 1946 in Ridderkerk) ist ein niederländischer Politiker (SGP).
Belder gehörte von 1999 bis 2019 dem Europäischen Parlament an. 2004 war er Spitzenkandidat der SGP, daraufhin ging die Partei ein Bündnis mit der ChristenUnie (CU) unter Hans Blokland ein. 2009 traten beide Parteien gemeinsam für das EU-Parlament an; es kam 2009, nach dem Beginn der 7. Wahlperiode aber zu einem Bruch zwischen ihnen. Die CU schloss sich der neugegründeten Fraktion der europäischen Konservativen und Reformisten (EKR) an; Belder ging zur Fraktion Europa der Freiheit und der Demokratie (EFD). Von 2009 bis 2014 war er Vorsitzender der Delegation zum Verhältnis der EU mit Israel; von 2014 bis 2019 war er stellvertretender Vorsitzender.
Belder war auch Mitglied in der Konferenz der Delegationsvorsitzen, im Ausschuss für auswärtige Angelegenheiten, Menschenrechte, Gemeinsame Sicherheit und Verteidigungspolitik und in der Delegation in der Parlamentarischen Versammlung der Union für den Mittelmeerraum
Bei der Europawahl 2014 wurde Belder erneut gewählt und wechselte zur EKR-Fraktion.
Belder ist verheiratet und hat drei Kinder.